# Vũ Trường Khoa
Vũ Trường Khoa là một đạo diễn người Việt Nam. Ông được khán giả biết đến là người làm nên thành công cho một số bộ phim truyền hình ăn khách của VFC như: Hai phía chân trời, Tình khúc bạch dương, Hôn nhân trong ngõ hẹp, Sống chung với mẹ chồng, Cả một đời ân oán, Hoa hồng trên ngực trái, Hướng dương ngược nắng, Thương ngày nắng về. Ông được Nhà nước phong tặng Danh hiệu Nghệ sĩ ưu tú vào năm 2015.

## Danh sách tác phẩm
| Năm  | Tên phim                          | Ghi chú | Tập | Kênh | Nguồn         |
| ---- | --------------------------------- | --- | --- | ---- | ------------- |
| 1996 | Cỏ lồng vực                       | | 1   | VTV1 |               |
| 1998 | Cầu vồng đi đón cơn mưa           | | 2   | VTV1 |               |
| 1998 | Chuyện ngoài sân cỏ               | Phát sóng trong chương trình Văn nghệ Chủ Nhật.                                                                                                  | 1   | VTV3 | [ 4 ]         |
| 1998 | Cung đàn cuộc sống                | Phát sóng trong chương trình Lần đầu tiên trên màn ảnh VTV3                                                                                      | 1   | VTV3 |               |
| 1998 | Ẩn số cuộc đời                    | Phát sóng trong chương trình Văn nghệ Chủ Nhật.                                                                                                  | 2   | VTV3 |               |
| 1998 | Mây mưa mau tạnh                  | Phát sóng trong chương trình Văn nghệ Chủ Nhật.                                                                                                  | 1   | VTV3 |               |
| 1999 | Đốm lửa biên thùy                 | | 2   | VTV1 |               |
| 2001 | Chiều tàn thu muộn                | Đồng đạo diễn với Nghệ sĩ nhân dân Phạm Thanh Phong.                                                                                             | 9   | VTV1 |               |
| 2001 | Chuyện cuộc đời                   | Phát sóng trong chương trình Văn nghệ Chủ Nhật.                                                                                                  | 1   | VTV3 |               |
| 2001 | Thời gian còn lại                 | Phát sóng trong chương trình Văn nghệ Chủ Nhật.                                                                                                  | 2   | VTV3 |               |
| 2002 | Mi Nu xinh đẹp                    | Phát sóng trong chương trình Văn nghệ Chủ Nhật.                                                                                                  | 1   | VTV3 |               |
| 2002 | Điện hoa                          | Phát sóng dịp Tết Nguyên Đán | 1   | VTV1 |               |
| 2003 | Chuyện như đùa                    | Phát sóng dịp Tết Nguyên Đán | 1   | VTV3 |               |
| 2003 | Dưới tán lá rợp                   | Phát sóng trong chương trình Văn nghệ Chủ Nhật.                                                                                                  | 3   | VTV3 |               |
| 2004 | Tình xa                           | Phim hợp tác giữa Việt Nam và Thái Lan và đồng đạo diễn bộ phim với Anuwat Thanomrod                                                             | 5   | VTV1 | [ 5 ] [ 6 ]   |
| 2004 | Đằng sau tội ác                   | Phát sóng trong chương trình Văn nghệ Chủ Nhật.                                                                                                  | 5   | VTV3 |               |
| 2005 | Vòng xoáy tình yêu                | Đồng đạo diễn bộ phim với Trần Quang Đại | 29  | HTV7 |               |
| 2009 | Bước nhảy xì tin                  | | 38  | VTV3 | [ 7 ]         |
| 2010 | Nếp nhà                           | | 43  | VTV1 |               |
| 2012 | Những công dân tập thể            | Đồng đạo diễn bộ phim với Trần Quang Vinh | 36  | VTV1 | [ 8 ] [ 9 ]   |
| 2012 | Hai phía chân trời                | Phim hợp tác giữa Việt Nam và Cộng hoà Séc, đồng đạo diễn bộ phim với Trần Quốc Trọng                                                            | 36  | VTV1 | [ 10 ] [ 11 ] |
| 2013 | Khi người đàn ông góa vợ bật khóc | | 36  | VTV6 |               |
| 2015 | Hôn nhân trong ngõ hẹp            | | 30  | VTV3 | [ 12 ]        |
| 2015 | Khép mắt chờ ngày mai             | | 34  | VTV3 |               |
| 2015 | Khúc hát mặt trời                 | Phim hợp tác giữa Việt Nam và Nhật Bản | 24  | VTV3 | [ 13 ] [ 14 ] |
| 2017 | Dưới bầu trời xa cách             | Phim hợp tác giữa Việt Nam và Nhật Bản. Đồng đạo diễn bộ phim với Đào Duy Phúc                                                                   | 1   | VTV1 | [ 15 ] [ 16 ] |
| 2017 | Sống chung với mẹ chồng           | | 34  | VTV1 | [ 17 ] [ 18 ] |
| 2017 | Cả một đời ân oán                 | Đồng đạo diễn cùng với Trọng Trinh và Bùi Tiến Huy                                                                                               | 72  | VTV3 |               |
| 2018 | Tình khúc bạch dương              | Chuyển thể từ tiểu thuyết "Tình khúc Lavanda" của nhóm FBNK, đồng đạo diễn bộ phim với Nguyễn Mai Hiền và Nguyễn Đức Hiếu                        | 36  | VTV1 | [ 19 ] [ 20 ] |
| 2018 | Những cô gái trong thành phố      | | 34  | VTV3 |               |
| 2019 | Những nhân viên gương mẫu         | Đồng đạo diễn bộ phim với Lê Mạnh | 51  | VTV1 |               |
| 2019 | Hoa hồng trên ngực trái           | | 46  | VTV3 |               |
| 2020 | Hướng dương ngược nắng            | | 70  | VTV3 |               |
| 2021 | Ngày mai bình yên                 | Phát sóng trong bối cảnh cả nước thực hiện Chỉ thị 16 của Thủ tướng Chính phủ về chống dịch COVID-19, đồng đạo diễn bộ phim với Hoàng Tích Thiện | 18  | VTV3 |               |
| 2021 | Thương ngày nắng về               | Đồng đạo diễn bộ phim với Bùi Tiến Huy | 87  | VTV3 |               |
| 2022 | Chồng cũ, vợ cũ, người yêu cũ     | | 40  | VTV3 |               |
| 2023 | Dưới bóng cây hạnh phúc           | | 45  | VTV1 |               |
| 2024 | Trạm cứu hộ trái tim              | | 51  | VTV3 |               |
| 2025 | Cha tôi, người ở lại              | | 45  | VTV3 |               |

## Vinh danh
- Nghệ sĩ ưu tú (2015)